# قرار مجلس الأمن التابع للأمم المتحدة رقم 920
قرار مجلس الأمن التابع للأمم المتحدة رقم 920، المتخذ بالإجماع في 26 أيار / مايو 1994، بعد التذكير بالقرارات 637 (1989)، 693 (1991)، 714 (1991)، 729 (1992)، 784 (1992)، 791 (1992)، 832 (1993) و888 (1993)، ناقش المجلس تنفيذ اتفاقيات السلام في السلفادور ومدد ولاية بعثة مراقبي الأمم المتحدة في السلفادور حتى 30 نوفمبر 1994.
وقد تم الترحيب بنجاح استكمال العملية الانتخابية في البلد، بالرغم من بعض المخالفات الطفيفة. وتم الترحيب بجهود الأمين العام بطرس بطرس غالي لدعم تنفيذ الاتفاقات الموقعة بين حكومة السلفادور وجبهة فارابوندو مارتي للتحرير الوطني. ولوحظ أنه تم إحراز تقدم كبير في عملية المصالحة الوطنية، ولكن كان هناك قلق من التأخير في التنفيذ الكامل لأجزاء من اتفاقات السلام. وفي هذا السياق، تم الترحيب بالاتفاق على تنفيذ أهم بنود الاتفاقات بين الطرفين.
ورحب المجلس بإجراء الانتخابات في بيئة حرة ونزيهة وآمنة. تمت دعوة جميع الأطراف للتعاون مع الأمين العام وبعثة مراقبي الأمم المتحدة في السلفادور لتنفيذ الأجزاء المتبقية من اتفاقات السلام، وطالب الأمين العام بتقديم تقرير إلى المجلس بحلول 31 آب / أغسطس 1994 بشأن التقدم المحرز في التنفيذ. وعلى وجه الخصوص، كان لا بد من إحراز تقدم بشأن أحكام الشرطة والأمن العام في الاتفاقات فيما يتعلق بتسريح أفراد الشرطة المدنية الوطنية وتعزيز طابعها. كما تم حث الأطراف على إزالة العقبات التي تعترض برامج نقل الأراضي، وتسريع برامج إعادة إدماج المقاتلين السابقين من كلا الجانبين، وتنفيذ توصيات لجنة الحقيقة.
وأخيراً، تم حث جميع البلدان والمؤسسات الإنمائية والمالية على المساهمة في عملية السلام في السلفادور، وطلب من الأمين العام تقديم تقرير بحلول 1 تشرين الثاني / نوفمبر 1994 عن انسحاب البعثة وإنجاز ولايتها.

## روابط خارجية
- نص القرار في undocs.org